# Atua (district)
Atua is een district in Samoa op het eiland Upolu.
Atua telt 21.168 inwoners op een oppervlakte van 413 km².